# Il maestro di scherma (film 1992)
Il maestro di scherma (El maestro de esgrima) è un film del 1992 diretto da Pedro Olea.